# 高橋ヨシ江
高橋 ヨシ江（たかはし ヨシえ、結婚後の姓 浜松、1932年4月15日 - 2022年5月15日）は、日本の女子陸上競技選手（走幅跳）。メルボルンオリンピック代表。元中央大学女子陸上競技部監督・元日本陸上競技連盟女子委員長。

## 人物
群馬県群馬郡東村（現在の前橋市）出身。旧制前橋高等女学校（現在の群馬県立前橋女子高等学校）入学後に本格的に陸上競技に取り組む。
女子の4年制大学進学率が2％という時代に中央大学からのスカウトを受けて入学。大学3年の第37回日本陸上競技選手権大会（1953年）で5m53をマークして選手権初優勝を飾ると、翌年の1954年アジア競技大会（フィリピン・マニラ）では5m68をマークして優勝した。その後、日本選手権では1955年（5m47）、1956年（5m88）と2年連続優勝を果たし、1956年のメルボルンオリンピックに日本代表として出場。本番では5m68をマークしたが予選通過を果たせなかった。
メルボルンオリンピックの後に中央大学で同僚だった男性と結婚して現役を引退したが、1974年に母校中央大学女子陸上競技部に指導者として復帰し、助監督・監督をそれぞれ務める。またマスターズ選手として1989年の全日本マスターズ陸上競技大会に出場し、M55日本新記録を樹立している。
日本陸上競技連盟では女子委員長を務めて、女子陸上競技選手の強化体制や後方支援などの課題解決に取り組む。
東京都内で隠居生活を送り、2010年頃まで陸上競技大会で審判長を務めたり、関東学生陸上競技連盟参与を務めるなど陸上競技への関わりは続いていた。
2022年5月15日、脳梗塞のため、死去。90歳没。